# Crăciun Floruța
Floruța Crăciun (n. 2 ianuarie 1941, Rogoz, România – d. 7 aprilie 2014) a fost o deputată română în legislatura 1992-1996, aleasă în județul Bihor pe listele partidului PUNR. Floruța Crăciun a fost membră în grupul parlamentar de prietenie cu Japonia.  